# 肖特基二极管

肖特基二极體的符號

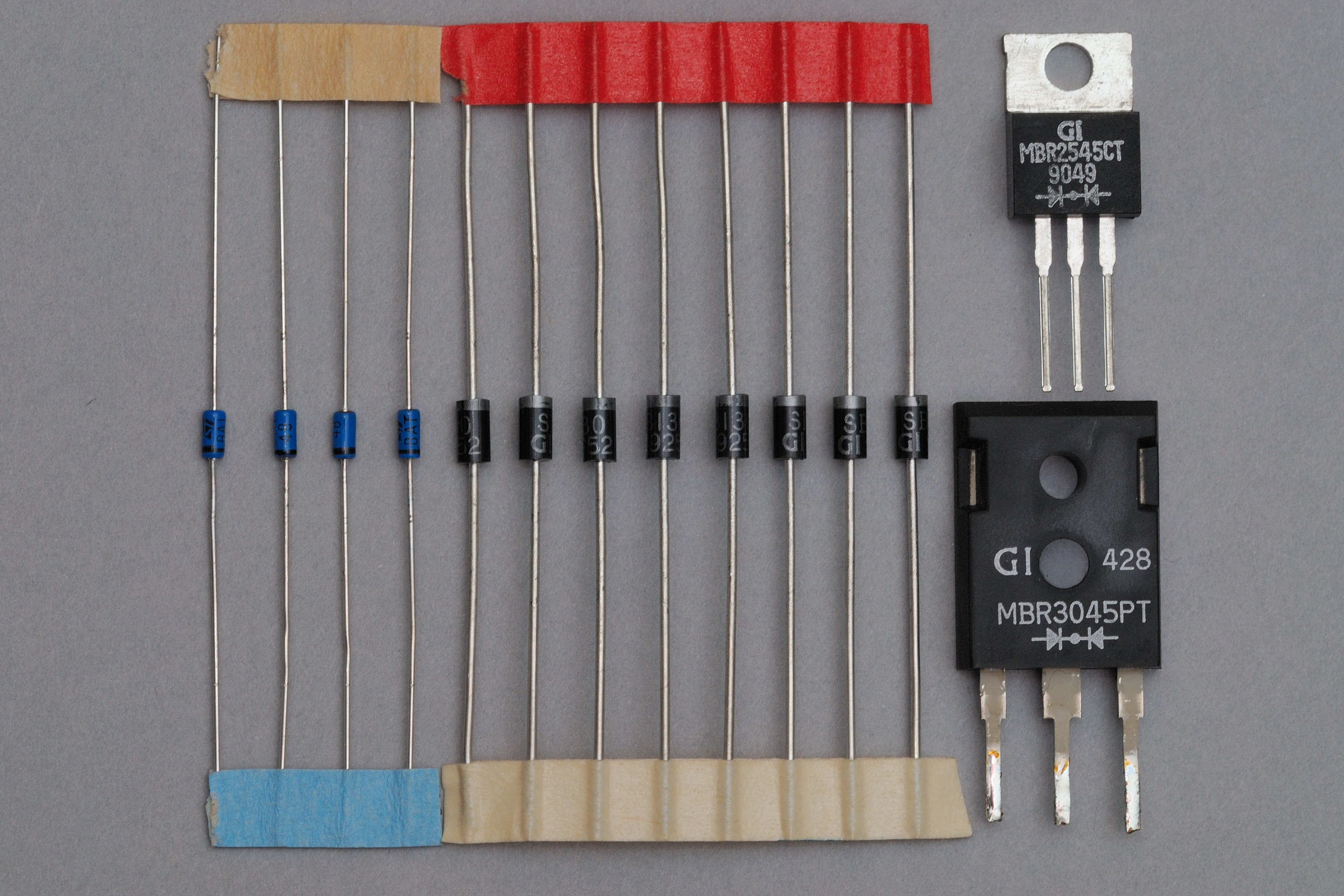
各種不同的肖特基二極體，左側是小信號的肖特基二極體，中間和右側則是中高功率的肖特基二極體

肖特基二極體（英語：Schottky diode），又譯肖特基二極體，是一種導通電壓降較低、允許高速切換的二極體，是利用蕭特基能障特性而產生的電子元件，其名稱是為了紀念德國物理學家華特·蕭特基（Walter H. Schottky）。
肖特基二极體的導通電壓非常低。一般的二極體在電流流過時，會產生約 0.7-1.7 伏特的電壓降，不過肖特基二極體的電壓降只有 0.15-0.45 伏特，因此可以提昇系統的效率。

## 結構
肖特基二極體是利用金屬-半導體接面作為肖特基勢壘，以產生整流的效果，和一般二極體中由半導體-半導體接面產生的P-N接面不同。肖特基勢壘的特性使得肖特基二極體的導通電壓降較低，而且可以提高切換的速度。

## 反向恢復時間
肖特基二極體和一般二極體最大的差異在於反向恢復時間，也就是二極體由流過正向電流的導通狀態，切換到不導通狀態所需的時間。
一般二極體的反向恢復時間大約是數百nS，若是高速二極體則會低於一百 nS，肖特基二極體沒有反向恢復時間，因此小信號的肖特基二極體切換時間約為數十 pS，特殊的大容量肖特基二極體切換時間也才數十 pS。由於一般二極體在反向恢復時間內會因反向電流而造成EMI雜訊。肖特基二極體可以立即切換，沒有反向恢復時間及反相電流的問題。
肖特基二極體是一種使用多數載流子的半導體元件，若肖特基二極體是使用N型半導體，其二極體的特性是由多數載流子（即電子）所產生。多數載流子快速地由半導體穿過接面，注入另一側金屬的傳導帶，由於此過程不涉及N 型、P 型載流子的結合（隨機反應而且需要時間較長），因此肖特基二極體停止導通的速度會比傳統的二極體速度要快。這樣的特性使得元件需要的面積可以減少，又進一步的減少切換所需的時間。在切換式電源供應器中常會用到肖特基二極體，因為肖特基二极體允許高速切換，電路可以在200kHz到2MHz的頻率下操作，也就可以使用較小的電感器及電容器，同時可以提昇電源供應器的效率。小體積的肖特基二極體最高可工作在50GHz的頻率，因此是 RF （无线电频率）偵測器及 mixer（混频器） 中的重要零件。

## 缺點
肖特基二極體最大的缺點是其反向偏壓較低及反向漏電流偏大，像使用矽及金屬為材料的肖特基二極體，其反向偏壓額定耐壓最高只到 50V，而反向漏電流值為正溫度特性，容易隨著溫度升高而急遽變大，實務設計上需注意其熱失控的隱憂。為了避免上述的問題，肖特基二極體實際使用時的反向偏壓都會比其額定值小很多。不過目前肖特基二極體的技術也已有了進步，其反向偏壓的額定值最大可以到200V。现行技术也可以制造出反向偏压更高的肖特基二极管，但是其导通电压也会升高到和普通二极管相同的水平，因此除非是需要高切换速度的场合，这种二极管在应用中没有优势。

## 碳化硅肖特基二极管
碳化硅肖特基二极管是一种新型的肖特基二极管，与传统的硅質二极管相比，其反向漏电流更低、反向耐压更高，但导通电压也更高（25°C时的导通电压为1.4-1.8 V）。但由于消除了反向恢复电流，这种二极管可将电源适配器的效率提高0.5%-1%，同时降低电磁干扰，允许缩小EMI滤波器的体积。时至2011年，市面上可购买到反向耐压高达1700V的产品。碳化硅肖特基二极管具有优良的热导率，温度因素对二极管的切换特征和温度特征只有很小的影响。特殊封装的碳化硅肖特基二极管可以在结温达500 K (约200 °C)时依然正常工作，用于航空领域时，仅靠被动辐射即可实现被动散热。

## 註解
1. ↑  奈秒（nS, nano second）即十億分之一秒（10-9秒）
2. ↑  皮秒（pS, pico second）即一兆分之一秒（10-12秒）